# 永威勝
永威勝，是日本純種競賽馬匹。生涯活躍於中距離賽事，曾勝出2007年皋月賞。

## 出賽前
2004年4月3日出生於北海道早來町（今安平町）北部牧場，所有權直接歸於母系之馬主近藤英子旗下。
其後交由栗東訓練中心練馬師音無秀孝訓練。

## 競賽生涯

### 2歲
2006年11月5日出戰京都競馬場2歲新馬戰，於武豐策騎下成功一放到底取得首勝利。
其後出戰日經電台盃兩歲錦標，雖然比賽初段一直保持穩定節奏於先頭位置推進，但於直路上被加速的Fusaichi Ho O超越以頸位優勢落敗。

### 3歲
進入2007年陣營選定安排其出戰若駒錦標，但由於腰部出現疲勞症狀而轉戰日程較後的若葉錦標。比賽開始後，其於第二的位置穩步推進，並於進入直路後衝出加速，最終成功以頸位壓過第二的Sunrise Max取得冠軍。
4月15日出戰皋月賞，由於本次比賽有彌生賞冠軍喜氣滿盈及目前四戰全勝的Fusaichi Ho O等強敵參戰，其只獲得第七人氣。比賽開始後，其隨即衝出並於第二的位置追趕Sun Zeppelin，通過第一彎道後超越對手領放並刻意放慢速度做出慢步速。進入直路後，其開始逐步加速，一方面防止Sun Zeppelin反超，另一方面抵擋後方Fusaichi Ho O及喜氣滿盈的來襲。最終於其保持速度下，其成功以爆冷的姿態奪得首個一級賽冠軍。
其後出戰東京優駿（日本打吡），雖然成爲第二人氣，但於比賽途中因爲漏閘而最終以第九落敗。
完成打吡後進入放草，並於9月23日出戰神戶新聞盃。比賽開始後，其處於先頭位置向前推進，進入直路後雖然嘗試加速，但未能超越率先衝出的淺草皇帝，其後更被後上的夢之旅追過，最終以第三完賽。
其後出戰菊花賞及日本盃，分別以第十六及第十八大敗。

### 4歲
2008年首戰爲二月錦標，爲其首次出戰泥地賽事，雖然比賽初段以領放的姿態帶領馬群，但進入直路後開始失速，最終以第十五大敗。
其後重返草地賽事出戰產經大阪盃，但發揮不佳獲得第九名。
5月31日出戰金鯱賞，然而於比賽途中受到右肩不良於行的影響，始終未能加速之下以第十四大敗。
賽後由於右肩被證實帶有傷患，因而陣營決定安排其休養。

### 5歲
2009年1月5日於京都金盃復出，但狀態未回復下以第十五大敗。
2月及3月出戰京都紀念及中京紀念，雖然均未能掄元但表現出回勇的跡象，分別獲得第三及第四。
然而其後未能保持狀態，出戰產經大阪盃及金鯱賞均因失速而大敗，分別獲得第十一及第十二。
完成金鯱賞後陣營安排其進入休養，最終於8月13日宣佈其退役的消息。

### 詳細賽績
| 日期       | 舉辦國家 | 馬場 | 距離   | 級別 | 賽事名稱           | 負重 | 騎師     | 馬號 | 出馬 | 名次 | 時間   | 頭馬（二馬）      |
| ---------- | -------- | ---- | ------ | ---- | ------------------ | ---- | -------- | ---- | ---- | ---- | ------ | ----------------- |
| 5/11/2006  | 日本     | 京都 | 草2000 |      | 2歲新馬            | 55   | 武豐     | 2    | 10   | 1    | 2:02.5 | （Dantsu Oracle） |
| 23/12/2006 | 日本     | 阪神 | 草2000 | GIII | 日經電台盃兩歲錦標 | 55   | 武豐     | 11   | 11   | 2    | 2:02.1 | Fusaichi Ho O     |
| 17/3/2007  | 日本     | 阪神 | 草2000 | OP   | 若葉錦標           | 56   | 岩田康誠 | 6    | 9    | 1    | 2.01.2 | （Sunrise Max）   |
| 15/4/2007  | 日本     | 中山 | 草2000 | GI   | 皋月賞             | 57   | 田中勝春 | 17   | 18   | 1    | 1.59.9 | （Sun Zeppelin）  |
| 27/5/2007  | 日本     | 東京 | 草2400 | GI   | 東京優駿           | 57   | 田中勝春 | 17   | 18   | 9    | 2.25.8 | 伏特加            |
| 23/9/2007  | 日本     | 阪神 | 草2400 | GII  | 神戶新聞盃         | 56   | 岩田康誠 | 9    | 15   | 3    | 2.25.1 | 夢之旅            |
| 21/10/2007 | 日本     | 京都 | 草3000 | GI   | 菊花賞             | 57   | 岩田康誠 | 18   | 18   | 16   | 3.07.8 | 淺草皇帝          |
| 25/11/2007 | 日本     | 東京 | 草2400 | GI   | 日本盃             | 55   | 李慕華   | 6    | 18   | 18   | 2.28.9 | 賞月              |
| 24/2/2008  | 日本     | 東京 | 泥1600 | GI   | 二月錦標           | 57   | 後藤浩輝 | 11   | 16   | 15   | 1.38.9 | 赤兔馬            |
| 6/4/2008   | 日本     | 阪神 | 草2000 | GII  | 產經大阪盃         | 59   | 藤岡佑介 | 2    | 11   | 9    | 1.59.7 | 大和赤驥          |
| 31/5/2008  | 日本     | 中京 | 草2000 | GII  | 金鯱賞             | 58   | 横山典弘 | 3    | 17   | 14   | 2.00.7 | 榮進代表          |
| 5/1/2009   | 日本     | 京都 | 草1600 | GIII | 京都金盃           | 58   | 濱中俊   | 16   | 16   | 15   | 1.35.2 | 玉藻支援          |
| 21/2/2009  | 日本     | 京都 | 草2200 | GII  | 京都紀念           | 58   | 川田將雅 | 12   | 12   | 3    | 2.14.8 | 淺草皇帝          |
| 14/2/2009  | 日本     | 中京 | 草1800 | GIII | 中山紀念           | 58   | 北村友一 | 15   | 18   | 4    | 2.00.8 | Sakura Orion      |
| 5/4/2009   | 日本     | 阪神 | 草2000 | GII  | 產經大阪盃         | 58   | 和田龍二 | 5    | 12   | 11   | 2.01.2 | 夢之旅            |
| 30/5/2009  | 日本     | 中京 | 草2000 | GII  | 金鯱賞             | 58   | 北村友一 | 18   | 18   | 12   | 1.59.2 | 櫻花奇景          |

## 退役後
退役後，永威勝成爲了配種馬，於北海道安平町社台Stallion Station休養，在2010年進行配種。首批子嗣於2011年出生。首批子嗣可於2013年出賽。
2014年其由配種馬退役，被轉移至北海道新冠町新冠幌尻馬術俱樂部作爲乘騎馬使用。
2017年8月3日因急性出血性大腸炎死亡，享年13歲。

## 血統簡介
父系百仁時間爲美國賽駒，曾勝出當地二級賽，退役後在日本配種，和週日寧靜及東來兵被一同稱爲改變日本賽馬的三匹種馬。祖父雷弼圖爲美國生產的愛爾蘭賽駒，生涯戰績彪炳，曾勝出葉森打吡，退役後配種成績亦極爲優秀，現已成爲Halo系外另一支出自Hail Reason系的獨立種馬系統。
母系Grace Admire爲日本賽駒，生涯戰績不佳，雖然勝出五場頭馬但未突破條件戰級別。外祖父爲愛爾蘭生產的意大利賽駒東來兵，曾勝出凱旋門大賽，退役後於日本配種，和週日寧靜及百仁時間被一同稱爲改變日本賽馬的三匹種馬。

### 血統表
| 父線：雷弼圖系（Hail to Reason系）   |                             |                |                |
| 種馬 百仁時間 1985年（深棗色）       | 雷弼圖 1969年（棗色）       | Hail to Reason | Turn-to        |
| 種馬 百仁時間 1985年（深棗色）       | 雷弼圖 1969年（棗色）       | Hail to Reason | Nothirdchance  |
| 種馬 百仁時間 1985年（深棗色）       | 雷弼圖 1969年（棗色）       | Breamalea      | Nasuha         |
| 種馬 百仁時間 1985年（深棗色）       | 雷弼圖 1969年（棗色）       | Breamalea      | Rarelea        |
| 種馬 百仁時間 1985年（深棗色）       | Kelley's Day 1977年（棗色） | Graustark      | 里博           |
| 種馬 百仁時間 1985年（深棗色）       | Kelley's Day 1977年（棗色） | Graustark      | Flower Bowl    |
| 種馬 百仁時間 1985年（深棗色）       | Kelley's Day 1977年（棗色） | Golden Trail   | Hasty Road     |
| 種馬 百仁時間 1985年（深棗色）       | Kelley's Day 1977年（棗色） | Golden Trail   | Sunny Vale     |
| 繁殖雌馬 Grace Admire 1994年（棗色） | 東來兵 1983年（棗色）       | Kampala        | Kalamoun       |
| 繁殖雌馬 Grace Admire 1994年（棗色） | 東來兵 1983年（棗色）       | Kampala        | State Pension  |
| 繁殖雌馬 Grace Admire 1994年（棗色） | 東來兵 1983年（棗色）       | Severn Bridge  | Hornbeam       |
| 繁殖雌馬 Grace Admire 1994年（棗色） | 東來兵 1983年（棗色）       | Severn Bridge  | Priddy Fair    |
| 繁殖雌馬 Grace Admire 1994年（棗色） | Ballet Queen 1988年（棗色） | 鞍匠井         | 北地舞人       |
| 繁殖雌馬 Grace Admire 1994年（棗色） | Ballet Queen 1988年（棗色） | 鞍匠井         | Fairy Bridge   |
| 繁殖雌馬 Grace Admire 1994年（棗色） | Ballet Queen 1988年（棗色） | Sun Princess   | English Prince |
| 繁殖雌馬 Grace Admire 1994年（棗色） | Ballet Queen 1988年（棗色） | Sun Princess   | Sunny Valley   |
| 雌系：Ballet Queen系（號族：1-l）    |                             |                |                |
| 五代內近親交配：無                   |                             |                |                |

## 命名由來
名字Victory（ヴィクトリー）意思是：「勝利」，香港則結合音譯及意譯，以「永威勝」作為翻譯。

## 外部連結
- 永威勝 netkeiba.com （页面存档备份，存于）
- 血統表 （页面存档备份，存于）